# 765YBSラジオ パワー・ザ・ナイター
YBSラジオ パワー・ザ・ナイター（ワイビーエスラジオ パワー・ザ・ナイター）は、山梨放送（YBSラジオ）が毎年4月 - 9月の水 - 金曜夜に放送されているプロ野球中継である。

## 概要
- 以前は「YBSゴールデンナイター」（ワイビーエスゴールデンナイター）として放送されたが、現在はこのタイトルになっている。
- 2009年度までは土曜・日曜も他のクロスネット局と同様にTBSラジオ受けのナイター中継を放送していたが、週末にデーゲームを組むことが多くなったことを理由にTBSラジオが中継を取りやめたため、YBSも日本シリーズ中継を除いて廃止。代わって19:00より土曜日はJRNライン受けのワイド番組を日曜日はNRNライン受けのワイド番組を放送している。（土曜は「Listen SOUL!」→「鈴木おさむ 考えるラジオ」、日曜は「Listen HEART!」→「高橋芳朗 HAPPY SAD」「菊地成孔の粋な夜電波」→「キニナル」）
- 2004年には山梨県小瀬スポーツ公園野球場でのオープン戦（巨人 vs 広島）を自社制作した事がある。解説者はTBSから派遣の川口和久と、地元山梨県出身の深沢修一が務めた。いずれも巨人と広島の両球団に在籍していた。
- 2017年までは、水 - 金曜日のNRNナイターに加えて、「JRNナイター」（キー局：TBSラジオ）を火曜日に放送していた。しかし、TBSが同年限りでプロ野球中継関連の業務から撤退したことを背景に、2018年から火曜日の中継を廃止。廃止後は、自主編成へ切り替えている。また、ワイドFMの開始に伴い、AM周波数の「765」をタイトルから外した。

## 放送日時
- 水曜 - 金曜 18:30 - 21:00（最大延長22:00）
  - 21:00以降は中継が終了し次第『ミュージックブルペン』を放送。

## 放送内容
- 水 - 金：NRNナイター（キー局：ニッポン放送）のネット
  - 日本シリーズ中継については、ここ数年は開催曜日に関係なくJRNラインによるネット受けで放送していたが近年は放送されない。放送される場合の近畿発の試合は、第1・2・6・7戦がABC発、第3 - 5戦がMBS発となる。
  - 山梨県内での試合に関しては全国ネットカードの場合のみ放送する（横浜DeNAの主催試合に関してはUTYが主催に名を連ねていることも関連していると思われる）。

### 制作担当局（2017年）
| 地域（球団）／曜日         | 火        | 水  | 木  | 金  |     |
| 基本系列                   | JRN       | NRN | NRN | NRN | NRN |
| 北海道（日）               | HBC       | STV | STV | STV |     |
| 宮城（楽）                 | TBC       | TBC | TBC | TBC |     |
| 関東（巨・ヤ・横・西・ロ） | TBS（RF） | LF  | LF  | LF  |     |
| 東海（中）                 | CBC       | SF  | SF  | SF  |     |
| 近畿（神・オ）             | ABC       | MBS | MBS | ABC |     |
| 広島（広）                 | RCC       | RCC | RCC | RCC |     |
| 福岡（ソ）                 | RKB       | KBC | KBC | KBC |     |
| -------------------------- | --------- | --- | --- | --- | --- |

1. ↑  JRN（TBSラジオ）ネットの時はヤクルト主催ゲームの中継はできない（日本シリーズおよび本拠地球場開催のオールスターゲームを除く）。

## その他
- Jリーグ・ヴァンフォーレ甲府ホームゲーム実況中継に差し替えることがある(2010年シーズンは平日開催がなかったため、差し替えはなかった。)。ナイター枠がない土日も通常番組を差し替えて放送する場合がある。